# Ойсаз
Ойсаз (каз. Ойсаз, до 2017 г. — Опытное) — село в Каратальском районе Жетысуской области Казахстана. Входит в состав Уштобинской городской администрации. Код КАТО — 195020200.

## Население
В 1999 году население села составляло 266 человек (124 мужчины и 142 женщины). По данным переписи 2009 года, в селе проживало 311 человек (147 мужчин и 164 женщины).